# Caracanthus maculatus
Caracanthus maculatus är en fiskart som först beskrevs av Gray, 1831.  Caracanthus maculatus ingår i släktet Caracanthus och familjen Caracanthidae. Inga underarter finns listade.